# Faty Papy
Faty Papy (* 18. September 1990 in Bujumbura; † 25. April 2019 in Piggs Peak, Eswatini) war ein burundischer Fußballspieler auf der Position des Defensiven Mittelfelds. Er war zuletzt bei den Malanti Chiefs in Eswatini und der burundischen Nationalmannschaft aktiv.

## Karriere

### Verein
Papy begann seine fußballerische Laufbahn in der Jugendmannschaft von Inter Star in Bujumbura. Im Jahr 2007 debütierte er für die Profimannschaft des Vereins und blieb dort bis 2008 aktiv. Er verließ Burundi in Richtung Türkein und schloss sich den Erstligisten Trabzonspor an. Hier absolvierte er jedoch kein einziges Spiel und wurde 2009 zum damaligen niederländischen Zweitligisten MVV Maastricht verliehen. Nach dem Ende der Leihe kehrte er in die Türkei zurück, wechselte jedoch aufgrund der fehlenden Perspektive bei Trabzonspor zum ruandischen Verein APR FC. Hier gewann er das Double mit Meisterschaft und Pokal. Nach nur einer Saison verließ er Ruanda und wechselte in die Premier Soccer League zu den Bidvest Wits nach Johannesburg. Hier entwickelte er sich zum Stammspieler und absolvierte in seiner ersten Saison 27 Spiele, in denen ihm 5 Tore gelangen. Nach sechs Jahren wurde sein Vertrag nicht verlängert und er schloss sich den Royal Eagles in der National First Division an. Nach lediglich 3 absolvierten Spielen, wechselte er 2019 zu den Malanti Chiefs in Eswatini, wo er bis zu seinem Tod aktiv blieb.

### Nationalmannschaft
Sein Debüt für die burundischen Nationalmannschaft gab Papy am 1. Juni 2008 beim 1:0-Sieg gegen die Seychellen im Rahmen der Qualifikation für die Fußball-Weltmeisterschaft 2010. Bis zu seinen letzten Spiel am 23. März 2019 gegen die Mannschaft aus Gabun, absolvierte er 29 A-Länderspiele, in denen ihm 3 Tore gelangen.

### Erfolge
Ruandischer Meister: 2012

Ruandischer Pokalsieger: 2012

Südafrikanischer Meister: 2017

## Tod
Papy, der an Herzproblemen litt, brach am 25. April 2019 während eines Fußballspiels für seinen Klub Malanti Chiefs FC in Eswatini zusammen. Im Krankenhaus wurde er für tot erklärt.